# Сейсмозавр

Сейсмозавр (лат. Seismosaurus, від грец. σεισμός — «стрясає землю») — величезний травоїдний динозавр ряду ящеротазових, що жив понад 145 млн років тому. У наш час вважається молодшим синонімом Diplodocus hallorum. Знайдено лише ребра, стегнова кістка та кілька хребців. Був, напевно, найбільшим динозавром (можливо, амфіцелія була більшою, але розміри цього динозавра все ще є дискусійними).

## Опис
Описаний в 1991 році Д. Жилеттом на підставі часткового скелета, знайденого у відкладах пізньої Юри (кіммеридж), у Нью-Мексико в 1980-х роках. Первісна обчислена загальна довжина тіла — 40-50 метрів, а вага близько 140 тонн. 
Сейсмозавр є одним з найбільших динозаврів серед усіх відомих. Незважаючи на вражаючу довжину, мав не дуже велике для диплодоцида тіло, зате мав довгий батогоподібний хвіст і досить довгу шию.
Ніздрі сейсмозавра було розташовано зверху його крихітної голови. Його передні ноги були коротше ніж задні, слоноподібні. Короткі ноги допомагали стабілізувати величезне тіло. Один палець на кожній нозі мав кіготь, ймовірно для захисту. Хвіст сейсмозавра містив принаймні один незвичайної клиноподібної форми хребець, який дозволяв сильно згинати хвіст. Сейсмозавр, можливо, використовував свій хвіст для захисту.
Сейсмозавр тримав свою шию більш-менш горизонтально (паралельно землі). Довга шия використовувалася, щоб проникати в ліси, для добування листя і пагонів, що була недоступна величезним завроподам, які не могли заходити в ліси через свій розмір. Також, довга шия дозволяла цьому динозавру з'їдати м'які рослини (хвощі, плауни та папороті). Ці рослини з м'якими листям росли у вологих областях, де динозавр не міг пересуватися без ризику, але, можливо, він міг стояти на суші і харчуватися в заболочених місцях.

## Спосіб життя
Жив сейсмозавр, швидше за все, в степах або на болотах. Молоді особини для безпеки трималися стадами, а дорослі могли бути і одинаками. Харчувався болотною рослинністю або бактеріальними матами з поверхні степових озер. На відміну від диплодоків, не міг ставати на задні лапи, але міг піднімати шию на висоту до двадцяти метрів.
Припущення про спосіб життя лишаються дискусійними.

## Класифікація
У 2004 році на щорічній конференції Геологічного товариства Америки було оголошено що Seismosaurus є молодшим синонімом роду диплодоків. За цим послідували більш детальні публікації в 2006 році, в результаті чого Seismosaurus hallorum був перейменований в Diplodocus hallorum. Положення, що Diplodocus hallorum повинен бути розцінений як екземпляр Diplodocus longus, було також взято авторами переопису Supersaurus, спростовуючи попередню гіпотезу, що Seismosaurus і Supersaurus є одним і тим самим динозавром.